# Nadia Nerina
Nadia Nerina, née le 21 octobre 1927 et morte le 6 octobre 2008, est une danseuse sud-africaine « des plus douées, polyvalente et exaltante du Royal Ballet » tout au long des années 1950 et 1960. Elle est réputée pour « sa virtuosité technique, son pied léger, ses sauts apparemment dépourvus d’effort, sa jovialité et son charme sur la scène, particulièrement dans les rôles comiques ».

## Biographie
Nadia Nerina est née Nadine Judd le 21 octobre 1927 à Bloemfontein, la capitale de la province de l'État libre d'Orange (maintenant Province d’État) fans le centre de l'Afrique du Sud. Ses parents sont des colons britanniques qui ont immigré dans la région, riche en diamants, à la recherche d'un nouveau mode de vie. Ils se trouvent dans la minorité anglophone de la ville où l'afrikaans est la langue officielle. Ils encouragent l’intérêt d’enfant de Nadia pour le théâtre. Celle-ci se produit pour la première fois à l’âge de 8 ou 9 ans dans le rôle de la fille de Cio-Cio San dans une production locale de Madame Butterfly. Elle n’étudie réellement la danse qu’après le déménagement de la famille à Durban, ville la plus importante de la province côtière du Natal (actuellement KwaZulu-Natal). Elle étudie l’art dramatique avec Elizabeth Sneddon à l’université de Natal, la danse avec Eileen Keegan, ex-ballerine et enseignante douée qui a dansé au sein de la compagnie d’Anna Pavlova, la mise en scène et le mime avec Dorothea McNair. Il est attribué à Keagan le fait d’avoir jeté les bases d’une solide technique de la danse classique chez Nadia. Après le décès de la mère de Nadia Judd, alors que celle-ci est une jeune adolescente, ses professeurs conseillent à son père d’envoyer sa talentueuse fille au Royaume-Uni pour compléter sa formation.
En 1945, peu après la fin de la Seconde Guerre mondiale en Europe, Mr. Judd envoie sa fille à Southampton par un bateau appareillant du Cap. Elle est alors âgée de 17 ou 18 ans. Une fois établie à Londres avec l’intention d’intégrer le Ballet Rambert, elle s’inscrit au cours de Marie Rambert qui se lie d’amitié avec elle et l’encourage. Elle intègre la Sadler's Wells Ballet School où elle reçoit l’enseignement de Ninette de Valois puis l’école de Elsa Brunellesch dans laquelle elle étudie la danse espagnole. Encore étudiante à Sadler's Wells, elle interprète le rôle de la nourrice de la Princesse Aurore dans la célèbre production de La Belle au Bois Dormant monté pour la réouverture du Royal Opera House le 20 février 1946. L’été suivant, elle se rend à Paris accompagnée de son amie Elaine Fifield, pour étudier avec Olga Preobrajenska, une ancienne étoile du Ballet impérial russe de Saint Pétersbourg et améliorer sa technique de la danse classique.
[Nadia Nerina épouse Charles Gordon, un financier et entrepreneur d’Afrique du Sud, en 1956. Elle est restée une épouse loyale et solidaire tout au long de sa difficile carrière. Ils n’ont pas eu d’enfant. Après sa retraite en 1969, elle devient un des responsables de la Cecchetti Society qui préserve le système d’enseignement italien sur lequel repose l’apprentissage du ballet au Royaume Uni, selon Enrico Cecchetti. Elle déménage à Monte Carlo, puis dans le Midi de la France où elle reste jusqu’à sa mort qui survient chez elle, à Beaulieu-sur-Mer, à l’âge de 80 ans, le 6 octobre 2008.

## Carrière
Retournant au Royaume-Uni à l’automne, Judd danse brièvement au sein de la formation Sadler's Wells Opera Ballet qui a été renommée the Sadler's Wells Theatre Ballet. Là, sous la direction du maître de ballet Peggy van Praagh, Nadia Judd travaille avec Leo Kersley qui devient un ami intime, Kenneth MacMillan, Peter Darrell, ainsi qu’avec John Cranko, jeune chorégraphe en pleine ascension et collègue sud-africain. C’est à cette époque qu’elle choisit comme nom de scène Nina Nerina en rapport avec la nerine, fleur délicate originaire d’Afrique du Sud ressemblant au lys. À l’affiche de la formation du Circus Dancer dans le ballet Mardi Gras d’ Andrée Howard, elle remporte son premier grand succès et reçoit l’approbation des balletomanes ainsi que les applaudissements du public lorsqu’elle se produit. En décembre 1947, elle rejoint la formation réputée de Sadler Wells à la Royal Opera House (Covent Garden) en tant que soliste. Au bout de trois jours, elle danse en solo dans La Sylphide de Michel Fokine. Sa prestation dans la Mazurka en ré majeur (op. 33, n° 2 de Chopin met en évidence ses sauts élevés et légers, ses jeux de jambes rapides, son « port de bras » fluide. Peu après, en la voyant danser en solo le pas de trois du Lac des cygnes que lui avait enseigné Preobrajenska, de Valois reconnait son individualité et l’encourage dans ce que Nerina décrit comme « mon style naturel »,.
Par la suite, un bon rôle succédant à un autre, elle fait de rapides progrès. En 1952, à l’âge de 25 ans, devenue particulièrement brillante parmi des ballerines elles-mêmes brillantes telles que Moira Shearer, Margot Fonteyn, Svetlana Beriosova et Antoinette Sibley, elle est promue principale danseuse. Quinze ans plus tard, elle danse les rôles majeurs de nombre de ballets faisant partie du répertoire de Sadler Wells, des classiques du XIXe siècle ainsi que des ballets créés par des chorégraphes contemporains. Elle est la favorite de Frederick Ashton, chorégraphe en chef de la compagnie, qui l’intègre dans de nouvelles œuvres telles que Homage to the Queen et Birthday Offering aussi bien que des productions déjà existantes comme Cendrillon, Sylvia ou Ondiine,. Il inclut une variation solo à l’intention de Nerina dans le ballet Homage to the Queen. Cette variation comprend « six entrechats » et un « double tour en l’air », prouesses qui sont habituellement réalisées par les hommes. Il exploite de nouveau ses possibilités dans Birthday Offering avec une série d’envolées de sauts. Kenneth MacMillan admire ses talents d’actrice et l’inclut, en 1956, dans son premier ballet intitulé Noctambules, Il s’agit d’un sombre conte d’hypnotisme dans lequel elle interprète une femme âgée voilée qui est poursuivie par quatre soupirants lorsqu’elle retrouve la beauté de sa jeunesse. De tels rôles dramatiques ne sont pas le fort de Narina. Cependant, son enjouement et sa technique éblouissante la rendent apte à interpréter des rôles pleins d’entrain et d’une virtusité classique.
Dès le début des années 1960, Nadia Nerina est largement considérée comme l’héritière directe d’une Margot Fonteyn vieillissante au sein du Royal Ballet. Son parcours sera cependant altéré par la défection du jeune Rudolf Noureev du ballet du Mariinski (ex Kirov) en 1961. Son association ultérieure avec Fonteyn au Royal Ballet a reporté sa retraite et revitalisé sa carrière. Elle est restée la reine incontestée de la scène de Covent Garden pendant encore deux décennies. Nerina est déçue d’être éclipsée par Fonteyn et Noureev; mais, d’esprit toujours généreux, elle ne blâma jamais Fonteyn pour sa domination. Elle resta dans des termes amicaux avec elle pendant plusieurs années, mais ses relations avec un Noureev à l’humeur versatile est ambivalente. Certes, ils dansent ensemble avec succès nombre de fois mais leur partenariat est fréquemment de façade.
Le 28 janvier 1960, elle est à l’affiche du Royal Ballet (nommé ainsi depuis 1956) dans le rôle de Lise dans La Fille mal gardée qui la fera connaître ultérieurement. Ce ballet, français d’origine, est celui de Jean Dauberval de 1789 revu par Ashton. Il est basé sur l’histoire d’une veuve et de son entêtée de fille et est un immense succès. Le décor agréable et les costumes ont été conçus par Osbert Lancaster. La chorégraphie en accord avec une nouvelle partition mélodieuse est arrangée et orchestrée par John Lanchbery. David Blair danse Colas, l’amoureux de Nerina qui interprète le rôle-titre, Stanley Holden en travesti dans celui de la veuve Simone, sa mère et Alexander Grant dans le rôle d’Alain, son malheureux prétendant éconduit. Ashton les qualifie de distribution idéale et n’ont probablement jamais été dépassés. Après la Première, la comédie bucolique d’Ashton est décrite comme « une vitrine de bravoure lyrique pour une pixieish (5 pieds, 4 pouces, 105 livres) [nommée] Nadia Nerina »,. Ce ballet a été déclaré être un franc succès (même un chef-d'œuvre), et a, depuis, été intégré dans le critère contemporain surtout en raison de la personnalité de la ballerine qui l’a créé.
Nadia Nerina est tout aussi connue hors de la Grande-Bretagne. Elle fait des tournées en Afrique du Sud à plusieurs reprises avec Alexis Rassine, un ami d’Afrique du Sud comme elle, présentant une production locale de Giselle dans la ville de Le Cap. À plusieurs occasions, elle réalise des tournées en Europe et aux États-Unis avec la compagnie Sadler's Wells (ultérieurement le Royal Ballet). Elle est plus particulièrement populaire en France où elle est applaudie pour ses performances dans Mam'zelle Angot chorégraphiée par Massine et Bonne-Bouche chorégraphiée par Cranko, toutes deux empreintes d’une saveur gauloise. Elle est également chaudement appréciée par l’audience écossaise à Édimbourg et Glasgow où elle paraît fréquemment au sein des tournées du the Sadler's Wells Ballet dans les années 1950.
En 1960, après son triomphe du mois de janvier au Royal Ballet de Covent Garden, elle est sollicitée pour danser à la fois par le Bolchoï de Moscou et par le Kirov de Léningrad (actuellement Théâtre Mariinski de Saint Pétersbourg) comme ballerine invitée. Elle a été acclamée dans les deux villes avec, pour partenaire, Nikolai Fadeyechev dans Le Lac des cygnes à Moscou en 1960 et Constantin Sergueïev dans Giselle à Léningrad en 1961. Elle est également très appréciée aux États-Unis où elle est l’ambassadrice du Royaume-Uni lors de la représentation commémorative donnée à la Maison Blanche de Washington, D.C. à la mémoire du président assassiné John F. Kennedy.
En 1965, Nadia Nerina demande à Ashton, alors directeur du Royal Ballet, d’être nommée « artiste invitée » afin de pouvoir répondre favorablement aux invitations d’autres compagnies dont le Western Theatre Ballet basé à Bristol où elle crée le rôle principal de Home de Peter Darrell dont le thème est celui d’une jeune femme dans un asile. Elle monte sur la scène du Royal Ballet jusqu’en 1968 et y danse La fille mal gardée et Sylvia. Elle est très populaire lors de galas, abandonnant habituellement ses cachets à des fonds de bienfaisance pour les danseurs.

## Rôles créés
La liste suivante des rôles dansés en soliste ou créés par Nerina n’est pas exhaustive. Elle est extraite de l’Oxford dictionary of dance.
- 1946, Mardi Gras, chorégraphie par Andrée Howard (en), musique de Leonard Salzedo. Rôle: The Circus Dancer.
- 1948, Cendrillon, chorégraphie par Frederick Ashton, musique de Serge Prokofiev. Rôle: La fée Printemps.
- 1953. Homage to the Queen, chorégraphie par Frederick Ashton, musique de Malcolm Arnold. Rôle: Reine de la Terre.
- 1955. Variations sur un Theme de Purcell, chorégraphie par Frederick Ashton, musique de Benjamin Britten. Rôle: danseur principal.
- 1956. Birthday Offering, chorégraphie par Frederick Ashton, musique d’Alexandre Glazounov. Rôle: danseur principal.
- 1956. Noctambules, chorégraphie par Kenneth MacMillan, musique de Humphrey Searle. Rôle: La beauté fanée.
- 1956. Fireworks, chorégraphie par Kenneth MacMillan, musique d’Igor Stravinsky. Rôle : '’pas de deux avec Alexis Rassine.
- 1960. La Fille mal gardée, chorégraphie par Frederick Ashton, musique de Ferdinand Hérold, arrangée and orchestrée par John Lanchbery. Rôle: Lise, la fille rebelle.
- 1963. Elektra, chorégraphie par Robert Helpmann, musique de Richard Strauss. Rôle : Elektra, fille d’Agamemnon.
- 1965. Home, chorégraphie par Peter Darrell, musique de Béla Bartók. Rôle : danseur principal.

## Autres rôles
Parmi les nombreux rôles du répertoire de Nadia Nerina on peut retenir,,:
- Les Sylphides, chorégraphie par Michel Fokine, musique de Frédéric Chopin. Rôles: Mazurka et Valse.
- Le Carnaval, chorégraphie par Michel Fokine, musique de Robert Schumann orchestrée par Alexandre Glazounov. Rôle: Papillon.
- Le Spectre de la Rose, chorégraphie par Michel Fokine, musique de Carl Maria von Weber. Rôle: La jeune fille.
- La Boutique Fantasque, chorégraphie par Léonide Massine, musique de Gioachino Rossini, orchestrée par Ottorino Respighi. Rôle: Can-Can Dancer.
- Mam'zelle Angot, chorégraphie par Léonide Massine, musique de Charles Lecocq et Gordon Jacob. Rôle: Mam'zelle Angot.
- Façade, chorégraphie par Frederick Ashton, musique de William Walton. Rôles: Polka, Tango et Pasodoble.
- A Wedding Bouquet, chorégraphie par Frederick Ashton, musique de Lord Berners. Rôle : Julia.
- The Sleeping Beauty, chorégraphie traditionnelle par Marius Petipa avec des additions par Frederick Ashton et Ninette de Valois, musique de Tchaïkovsky. Rôle : Princesse Aurore.
- Le Lac des cygnes (The Swan Lake), chorégraphie traditionnelle par Marius Petipa et Lev Ivanov, musique de Tchaïkovsky. Rôles: Odette/Odile.
- Sylvia, chorégraphie par Frederick Ashton, musique de Léo Delibes. Rôle: Sylvia.
- Bonne-Bouche: A Cautionary Tale, chorégraphie par John Cranko, musique d’Arthur Oldham. Rôle: la fille.
- Coppélia, chorégraphie traditionnelle par Arthur Saint-Léon, musique de Léo Delibes. Rôle: Swanilda (alias Swanhilde).
- Giselle, chorégraphie traditionnelle par Jean Coralli et Jules Perrot, musique d’Adolphe Adam. Rôle: Giselle.
- Ondine, chorégraphie par Frederick Ashton, musique de Habs Wernet Henze. Rôle: Ondine.
- Petrouchka, chorégraphie par Michel Fokine, musique d’Igor Stravinsky. Rôle: La ballerine.
- L'Oiseau de feu, chorégraphie par Michel Fokine, musique d’Igor Stravinsky. Rôle: L’Oiseau de Feu.
- Don Quichotte, pas de deux (acte 3), chorégraphie traditionnelle par Marius Petipa, musique de Ludwig Minkus. Rôle: Kitri.
- La Libellule, chorégraphie par Anna Pavlova, musique de Fritz Kreisler. Rôle: La Libellule.
- La Mort du cygne, chorégraphie par Michel Fokine, musique de Camille Saint-Saens. Rôle: Le cygne.
- L'Après-midi d'un faune, chorégraphie par Jérôme Robbins, musique de Claude Debussy. Rôle: La fille.
- Sérénade, chorégraphie par George Balanchine, musique de Tchaïkovski. Rôle: danseuse principale.
- Ballet Imperial, chorégraphie par George Balanchine, musique de Tchaïkovski. Rôle: danseuse principale.